# Hjalmar Lyth
Hjalmar Fredrik Vilhelm  Lyth, född den 17 juli 1878 i Visby, död den 14 juli 1933, var en svensk präst. Han var far till Arne och Torolf Lyth.
Lyth, som var son till tullförvaltaren Fredrik Lyth, blev student 1896 samt avlade teoretisk teologisk examen 1901 och praktisk teologisk examen 1902. Han prästvigdes samma år, blev biträdande pastor vid Diakonissanstalten i Stockholm 1904, svensk pastor i Kristiania 1916, legationspredikant samma år och kyrkoherde i Filipstad 1928. Han blev inspektor för samrealskolan 1931, riddare av Sankt Olavs Orden 1917, ledamot av Vasaorden 1925 och av Nordstjärneorden 1928. Lyth var en tid ordförande i Stockholms kyrkliga ungdomsförbund, förestod under första världskriget en av ärkebiskopen upprättad centralbyrå för utsändande av litteratur till krigsfångarna i Sibirien, sekreterare i Samfundets Pro Fide et Christianismo skriftutskott. Han nedlade som ordförande i svenska kyrkobyggnadskommittén i Kristiania ett betydande arbete för det svenska kyrkobyggets främjande. Lyth utgav ett flertal skrifter i nytestamentliga och kyrkohistoriska ämnen. Bland dem märks Ropande röster, lefnadsteckníngar öfver Petter Murbeck, Anders Elfving, Lars Linderot och P.L. Sellergren (1908), Diakonissanstalten i Stockholm 1851-1911 (1911), Från flydda tider, bilder ur vårt folks religiösa lif (1911) och Svenskarna i Oslo (1925).